# Lubník (Jablonné nad Orlicí)
Lubník je v současnosti pomístní jméno a název ulice na území města Jablonné nad Orlicí v okrese Ústí nad Orlicí. Dříve byl Lubník samostatnou obcí či osadou na pravém (západním) břehu Tiché Orlice v historické zemi Čechy. V roce 2013 bylo v ulici Lubník evidováno 27 adres.

## Historie
V minulosti byl v Lubníku brod přes Tichou Orlici, přes nějž procházela stará stezka z Moravy, která vedla nynější ulicí Českých bratří přes dnešní jablonské náměstí a pokračovala dále přes Zlatník do Špice a na Žamberk do českého vnitrozemí. Přibližně v místě brodu byl v roce 1843 přes Tichou Orlici postaven kamenný most, otevřený slavnostně 25. března 1843 pro provoz na nové moravsko-haličské silnici. Na mostě stojí socha svatého Floriána, kterou zaplatili obyvatelé Jablonného, a socha svatého Jana z Nepomuku, zaplacená občany Lubníku a Mistrovic. Dnes přes most vede silnice I/11, která na pravém břehu tvoří ulici Lubník.
Administrativně byl Lubník v roce 1869 obcí v tehdejším okrese Žamberk, v letech 1880 až 1910 byl osadou obce Mistrovice v okrese Žamberk, v roce 1921 byl osadou obce Jablonné nad Orlicí a v dalších letech jako osada zanikl. Obec Lubník náležela do římskokatolické farnosti Jablonné nad Orlicí. V roce 1890 měla osada Lubník 13 domů a 107 obyvatel. Lubník je i dnes, stejně jako v minulosti, malá skupina domů na území ohraničeném břehem řeky, příkrým svahem a zamokřeným údolíčkem.
Stejnojmenná obec Lubník v historické zemi Morava se nachází 16 km jižně u Lanškrouna, dnes v témž okrese Ústí nad Orlicí.